# 讷谟尔河
讷谟尔河（羅馬化：Nemor River）位于中华人民共和国黑龙江省中北部，是嫩江左岸的一条重要支流，河名在蒙古语中意为“秋”，在满语（转写：nemeri）中意为“嫩”。
讷谟尔河上游称南北河，发源于海伦市东北大青观北坡，向北流经北安市东部地区，至北安市与五大连池市交界处汇入山口水库，出库后干流始称“讷谟尔河”，向西流经五大连池市南部，克山县北界，之后横贯讷河市中部地区后，于讷河市六合镇以西汇入嫩江干流。全长569千米，流域面积13945平方千米，河道平均比降0.41‰，年均径流量15.48亿立方米。讷谟尔河流域农业发达，2005年建成中国机械化程度最高、现代农业技术最先进的国有农场群，是中国重要商品粮生产基地。